# William Cavendish, 1.º Duque de Newcastle
William Cavendish, 1.° Duque de Newcastle upon Tyne KG, KB, PC (Handsworth, 6 de dezembro de 1592 — Welbeck, 25 de dezembro de 1676) foi um nobre, chefe monarquista e literato inglês. Ele tinha uma coudelaria de cavalos de renome, além de patrono do dramaturgo Ben Jonson e do grupo intelectual conhecido como [írculo de Welbeck.
Apesar de gastar a então enorme soma de £ 15 000 entretendo Carlos I em 1634, não conseguiu ganhar um cargo político significativo. Nos primeiros estágios da Primeira Guerra Civil Inglesa, ele foi nomeado Capitão-Geral Real no Norte da Inglaterra; ele mesmo financiou grande parte do esforço de guerra, mais tarde afirmando que isso totalizou mais de £ 1 000 000. Após a derrota em Marston Moor em julho de 1644, uma batalha travada contra seus conselhos, ele foi para o exílio na Europa.
Ele voltou para a Inglaterra após a Restauração de 1660; embora tenha sido nomeado duque de Newcastle em 1665, ele permaneceu à margem da corte e tornou-se crítico de Carlos II. Morreu em 1676 e foi enterrado na Abadia de Westminster.